# Landrecht der Obergrafschaft Katzenelnbogen

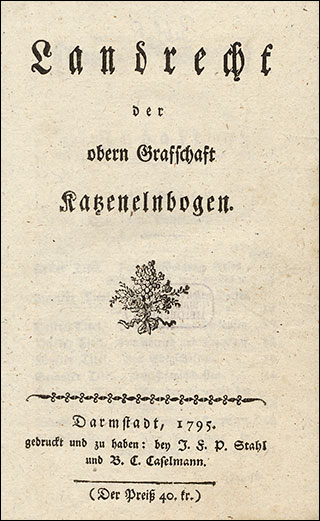
Titelblatt der Ausgabe von 1795

Das Landrecht der Obergrafschaft Katzenelnbogen (auch: „Landesordnung“) war das Partikularrecht der Obergrafschaft Katzenelnbogen.

## Kenntnisstand
Die originalen Unterlagen zur Entstehungsgeschichte des Landrechts der Obergrafschaft Katzenelnbogen und viele Unterlagen zu seiner Anwendung sind im Zweiten Weltkrieg im Staatsarchiv Darmstadt verbrannt. Die Kenntnisse darüber sind deshalb fragmentarisch und nur über ältere – sich in ihren Angaben teilweise auch widersprechende – Literatur zu erschließen. So ist durch den nicht geklärten Verlauf des Entstehungsprozesses auch unklar, in welche Richtung die Beeinflussungen zu anderen, im gleichen Zeitraum entstandenen Gesetzgebungsprojekten in der Nachbarschaft der Landgrafschaft wirkten, etwa zum Solmser Landrecht, oder zu Einzelgesetzen, die Georg I. erlassen hat.

## Geschichte

### Vorgeschichte
1479 starb das Grafengeschlecht von Katzenelnbogen mit Philipp I. in der männlichen Linie aus, und die Grafschaft kam als Erbe mit Philipps Tochter Anna an den Landgrafen Heinrich III. von Hessen. Mit dem Tod des letzten gesamthessischen Landgrafen, Philipp I. des „Großmütigen“ 1567 wurde die Landgrafschaft Hessen unter seinen vier Söhnen aufgeteilt. Dabei erhielt Georg I. den in der Folge als Landgrafschaft Hessen-Darmstadt bezeichneten südlichen Landesteil.

### Entstehung
Georg I. beauftragte seinen Kanzler, Johann Kleinschmidt mit einer Sammlung des in seinem Herrschaftsbereich geltenden Rechts, die frühestens 1569 abgeschlossen wurde und in der sich, wie damals üblich, öffentliches und privates Recht mischten. Diese Rechtssammlung wurde zunächst nicht veröffentlicht, da die damals vier regierenden hessischen Landgrafen versuchten, eine für alle vier Landesteile verbindliche Rechtsordnung zu vereinbaren. Dazu lag ein Entwurf von Reinhard Scheffer vor. Das Projekt scheiterte jedoch 1588/89. Georg I. holte deshalb 1589 Kleinschmidts Entwurf wieder aus der Schublade und sandte ihn an das Hofgericht in Marburg mit der Bitte, ihn unter Hinzuziehung der Juristen der hessischen Landesuniversität Marburg zu prüfen und Verbesserungsvorschläge zu machen. Das Hofgericht hatte aber Bedenken, verzögerte die Angelegenheit und es dauerte bis 1591, bis der Landgraf den Entwurf aus Marburg zurückerhielt.

### Anwendung
Wie und wann der Landgraf den Entwurf tatsächlich einführte, ist unbekannt. Der Landesordnung ist zwar der Entwurf eines Publikationspatentes vorangestellt, doch ist sie nie öffentlich in Kraft gesetzt worden, vielleicht um die gesamthessischen Einheitsbemühungen nicht zu unterlaufen. Nach damaliger Auffassung war eine Veröffentlichung auch nicht erforderlich: Es genügte, wenn der Landesherr das Gesetz an die für die Rechtsanwendung zuständigen Organe übersandte. Gedruckt wurde das Landrecht der Obergrafschaft Katzenelnbogen so zunächst auch nicht, es existierten nur handschriftliche Kopien. Da es sich wahrscheinlich weitestgehend um eine Sammlung geltenden Rechts handelte, war der Inhalt für die Rechtsanwender auch nicht neu. Diese nur handschriftliche Verbreitung hatte allerdings zur Folge, dass das Landrecht der Obergrafschaft Katzenelnbogen weitestgehend auf den Bereich der Obergrafschaft, in dem Umfang, wie sie auf Hessen übergegangen war, beschränkt blieb und kaum Wirkung darüber hinaus entfaltete, wie etwa das benachbarte Solmser Landrecht. Einzige Ausnahme scheint das Amt Seeheim zu sein.
Völlig unklar ist auch, in welchem Umfang der Text von Kleinschmidt in der Gerichtspraxis tatsächlich angewandt wurde. Es spricht viel dafür, dass das nicht der Fall war und nur einzelne Rechtsbereiche praktische Bedeutung erlangten.
1779 erschien das Landrecht der Obergrafschaft Katzenelnbogen erstmals im Druck, dann noch einmal vor und einmal nach der Wende vom 18. zum 19. Jahrhundert. Die Ausgabe von 1795/96 war zudem die erste, die im Geltungsbereich des Landrechts erschien.

## Geltung

### Materiell
Der Entwurf von Kleinschmidt umfasste vier Teile:
1. Kirchen- und Polizeiordnung. Dieser Teil entspricht den diesbezüglich 1572 veröffentlichten Ordnungen mit einigen Ergänzungen.
2. Verträge[16]
  1. Kredit
  2. Wucher
  3. Kaufvertrag
  4. Abtrieb und Näherkauf
  5. Bürgschaft
  6. Pfandrecht
  7. Priorität der Gläubiger
  8. Dingliche Sicherheiten
  9. Hilfe in Schuldsachen
3. Bestimmungen zu Lebensmitteln, Handwerkern, Tagelöhnern und Dienstboten
4. Eigentliches „Landrecht der Obergrafschaft Katzenelnbogen“[17]:
  1. Eheschließung
  2. Einkindschaft
  3. Erbe unter Eheleuten
  4. Hinterlassene Schulden
  5. Letztwillige Verfügung
  6. Intestaterbschaft
  7. Erbschaftsannahme und Aufteilung des Erbes
  8. Vormundschaft
  9. Eid der Vormünder
  10. Eid des Curatoris bonorum
  11. Form des Inventars der Vormundschaft
  12. Form der Abrechnung der Vormundschaft

Soweit das Landrecht der Obergrafschaft Katzenelnbogen für einen Sachverhalt keine Regelung enthielt, galt das Gemeine Recht subsidiär.

### Örtlich
Das Landrecht der Obergrafschaft Katzenelnbogen galt in der gesamten Obergrafschaft Katzenelnbogen, die die nachfolgenden Ämter umfasste:
- Auerbach,
- Darmstadt,
- Dornberg,
- Lichtenberg,
- Reinheim,
- Rüsselsheim und
- Zwingenberg.

### Zeitlich
Das Landrecht der Obergrafschaft Katzenelnbogen behielt seine Geltung auch, nachdem die Landgrafschaft zum Großherzogtum Hessen erhoben worden war, im gesamten 19. Jahrhundert. Es wurde zum 1. Januar 1900 von dem einheitlich im ganzen Deutschen Reich geltenden Bürgerlichen Gesetzbuch abgelöst.

### Textausgaben
- Chr. Von Selchow: [Landrecht der Obergrafschaft Katzenelnbogen]. In: Magazin für die teutschen Rechte und Geschichte, Band 1 (1779), S. 475–684.[20]
- Landrecht der obern Grafschaft Katzenelnbogen. J. F. P. Stahl und B. C. Caselmann, Darmstadt o. J. [1795[21] oder 1796].[22]
- Landrecht der obern Grafschaft Katzenelnbogen. J. F. P. Stahl und B. C. Caselmann, Darmstadt 1795.
- Landrecht der obern Grafschaft Katzenelnbogen. Carl Stahl, Grossherzoglicher Cabinetsbuchdrucker o. J. [ca. 1800[23] oder 1810[24]].

### Sekundärliteratur
- Bernhard Diestelkamp: Katzenelnbogener Landrecht. In: Handwörterbuch zur deutschen Rechtsgeschichte, Bd. 2. Schmidt, Berlin 1978. ISBN 3 503 00015 1, Sp. 671–675.
- Thomas Löhr: Die Geschichte des Landrechts der Obergrafschaft Katzenelnbogen.  Diss. Bonn 1976.
- Thomas Löhr: Kleinschmidt, Johannes. In: Neue Deutsche Biographie 12 (1979), S. 7f.
- Arthur Benno Schmidt: Die geschichtlichen Grundlagen des bürgerlichen Rechts im Großherzogtum Hessen. Curt von Münchow, Giessen 1893.